# HMS Tiger (1945)
HMS Tiger (C20) – brytyjski krążownik typu Tiger z okresu zimnej wojny. Budowę okrętu rozpoczęto jeszcze podczas II wojny światowej, jednak do służby wszedł dopiero w 1959 roku. Po przebudowie ponownie wszedł do służby w 1972 roku, jako krążownik śmigłowcowy.

## Historia
1 października 1941 roku w stoczni John Brown & Company rozpoczęła się budowa kolejnego lekkiego krążownika typu Minotaur, który wstępnie otrzymał imię HMS „Bellerophon”. Typ okrętu, który reprezentował nie był priorytetem dla Royal Navy, dlatego środki przeznaczone na jego budowę przeznaczono na budowę bardziej potrzebnych jednostek eskortowych. W 1945 roku, imię okrętu zmieniono na „Tiger”. Wodowanie częściowo wykończonej jednostki nastąpiło 25 października 1945 roku. Budowę wstrzymano w 1946 roku. W projekcie okrętu wprowadzono liczne zmiany, tak że stał się on ostatecznie pierwszą jednostką nowego typu. Budowa została wznowiona w 1954 roku. Wyposażony w zautomatyzowane uzbrojenie artyleryjskie i nowy system łączności, okręt wszedł do służby 18 marca 1959 roku.
Pierwotnie uzbrojenie główne okrętu stanowiły cztery armaty uniwersalne kalibru 152 mm w dwóch wieżach dwudziałowych, na dziobie i rufie. Armaty 152 mm Mk N 5 miały teoretyczną szybkostrzelność 20 strz/min, praktycznie do 15. Długość lufy wynosiła 50 kalibrów (L/50). Zasięg maksymalny wynosił 22 850 m. Kąt podniesienia do 78,5° umożliwiał strzelanie przeciwlotnicze. Strzelały one pociskami o masie 55,85 kg. Uzbrojenie uzupełniało sześć armat przeciwlotniczych 76 mm w trzech wieżach dwudziałowych: na dziobie w superpozycji i na śródokręciu, za drugim kominem, na każdej z burt.
W październiku 1959 roku HMS „Tiger” podczas wizyty na Morzu Bałtyckim odwiedził port w Gdyni, gdzie cumujący przy Dworcu Morskim okręt mogli zwiedzać mieszkańcy.

## Przebudowa
W 1966 okręt został przeniesiony do rezerwy na czas przebudowy, podczas której otrzymał wyposażenie jednostki dowodzenia, a także zyskał możliwość bazowania na pokładzie czterech śmigłowców. Podczas przebudowy zdemontowano rufową wieżę dział 152 mm i dwie burtowe wieże dział 76 mm. W miejscu rufowej nadbudówki i wieży zabudowano duży hangar dla śmigłowców i lądowisko na rufie. Ich sylwetka stała się przez to nieproporcjonalna. W miejscu burtowych wież dział 76 mm zamontowano natomiast dwie czteroprowadnicowe wyrzutnie pocisków przeciwlotniczych bliskiego zasięgu Sea Cat, służące do samoobrony, o zasięgu do 3,4 mili morskiej i pułapie do 914 m. „Tiger” początkowo przenosił cztery śmigłowce do zwalczania okrętów podwodnych Westland Wessex HAS Mk 1, a następnie Westland Sea King HAS Mk 1. Okręt ponownie wszedł do służby w 1972 roku. W 1977 roku wziął udział w uroczystej paradzie floty z okazji srebrnego jubileuszu królowej Elżbiety II. W 1978 roku okręt przeniesiono do rezerwy.
W kwietniu 1982 roku w związku z wybuchem wojny o Falklandy-Malwiny, pojawiły się plany szybkiego przywrócenia okrętu do służby. Poza możliwością ostrzeliwania celów lądowych za pomocą dział 152 mm, miał być wykorzystany jako zapasowe lądowisko dla samolotów pionowego startu Harrier. Proces przywracania możliwości operacyjnych przebiegał pomyślnie, jednak ostatecznie zrezygnowano z planu przywrócenia „Tigera” do służby. Powodem były zbyt duże koszty i brak możliwości szybkiego skompletowania załogi. Dodatkowo obawiano się utraty okrętu, wyposażonego w przestarzałą obronę przeciwlotniczą.
W 1986 roku okręt został sprzedany na złom do Hiszpanii, a jego rozbiórka zaczęła się w październiku tego roku.